# Giogo tataro

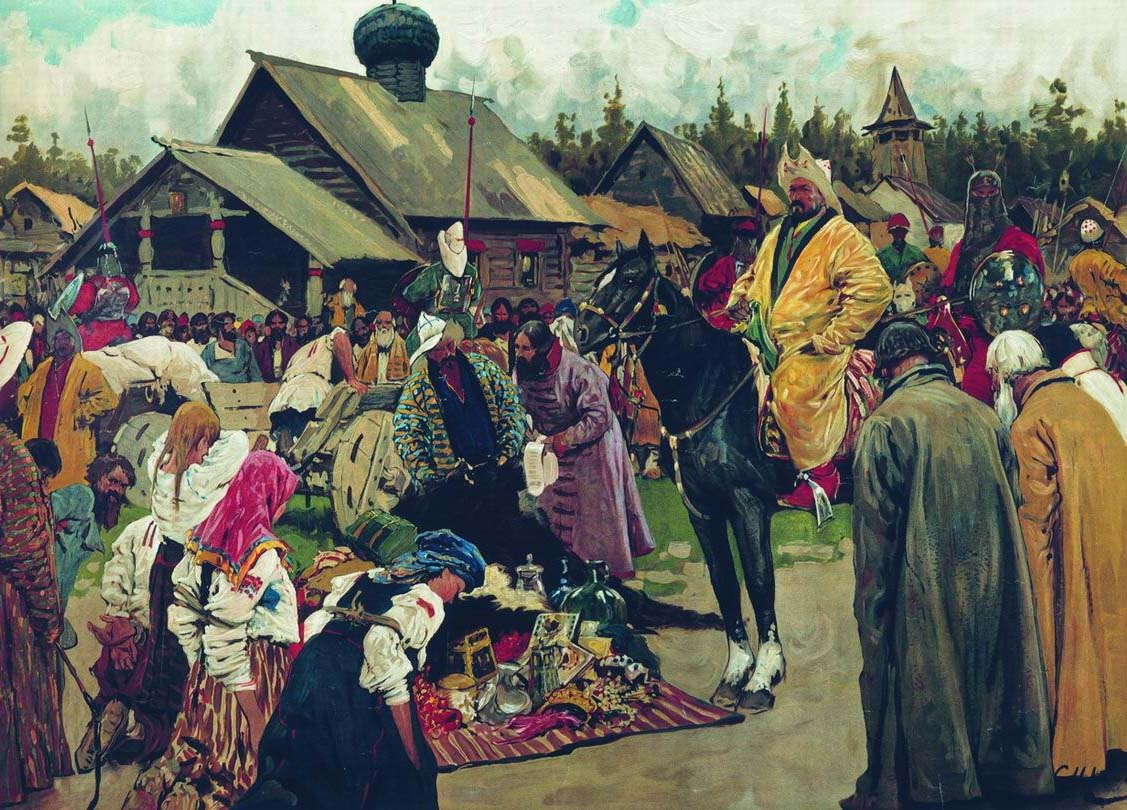
Un esattore delle tasse mongolo in un villaggio della Rus' nel XIII secolo (dipinto del 1902)

Con giogo tataro - meno correttamente giogo tartaro - giogo mongolo o gioco tataro-mongolo (in tataro Монго́ло-тата́рское и́го; in russo татаро-монгольское иго?, Tataro-mongol'skoye igo) si identifica quel periodo del XIII secolo cominciato con l'invasione mongola della Rus' di Kiev e culminato con l'insediamento di popolazione asiatiche nelle odierne Russia, Ucraina e Bielorussia, i cui principi di queste ultime terre dovettero giurare fedeltà al khan. La Rutenia, regione molto vasta dell'Europa centrale, rimase sottoposta all'autorità dell'Impero mongolo e dei suoi stati vassalli per due secoli e mezzo.
L'invasione della Rus' cominciò per opera di Batu Khan dal 1237 e terminò nel 1480, quando Ivan III di Russia rifiutò di pagare il tributo preteso dai Mongoli e inaugurò una nuova stagione storica per la Moscovia, favorendone la sua lenta affermazione nello scacchiere geopolitico dell'Europa orientale.
Oltre alle conseguenze immediate che tale dominio straniero esercitò sulla zona, il giogo tataro ebbe l'effetto di inaridire l'anima stessa delle popolazioni locali, la letteratura e i dettagli delle loro istituzioni sociali e impedì la formazione di una coscienza unitaria. Tuttavia, gli storici concordano sul fatto che questo periodo non fu del tutto privo di effetti benefici sul Principato di Mosca, se si pensa in particolare all'unificazione del territorio che appariva invece, all'inizio del XIII secolo, diviso in una moltitudine di principati tra loro avversari.

## Storia

### L'invasione mongola
Nel 1221 e nel 1222, due luogotenenti di Gengis Khan, Jebe e Subedei, all'inseguimento di uno dei loro nemici, attraversarono il Caucaso, entrarono nel territorio della Rus' e lì si scontrarono con alcuni principi locali che si erano alleati per fronteggiarli nella battaglia del fiume Kalka. La morte di Gengis Khan impedì ai Tatari di approfittare della vittoria, dovendo essi tornare in Asia: sulla strada del ritorno ne approfittarono per saccheggiare vari insediamenti, con una sola sconfitta riportata alle mura di Bolgar, capitale della Bulgaria del Volga. I principi della Rus' furono sconfitti da un esercito in netta inferiorità numerica, in parte a causa delle loro lotte interne e della mancanza di unità.
Nel 1235, dopo la morte di Gengis Khan, i capi dell'Impero mongolo lanciarono una vasta campagna di conquista dell'Europa. L'esercito destinato a invadere l'Occidente, guidato da Batu Khan, era composto da 30 000 uomini. Batu attraversò il Volga e fece il suo ingresso nella Rus' nel 1237, con le città che caddero una dopo l'altra, spesso rapidamente, i cui abitanti furono in vari casi massacrati. Kiev resistette, ma dovette infine cedere nel dicembre 1240 e fu quasi del tutto rasa al suolo. I Mongoli avanzarono verso il mare Adriatico, ma dopo la morte del khan Ögödei, Batu dovette tornare in Mongolia al fine di partecipare alla designazione del suo successore. Lasciando l'Europa centrale, Batu si accampò a Saraj, sul Volga, nel 1243 e decise di non spostarsi più da lì. Da allora cominciò la dominazione mongola della Rus'.

### Dominio mongolo
Essendo in pochi rispetto alla popolazione nativa, i Mongoli non colonizzarono i territori conquistati, né vi installarono stabili guarnigioni: del resto, neppure vi avevano interesse, considerando l'infinito numero di incursioni effettuate. La loro religione non fu imposta ai vinti e furono avanzate solo due richieste: il riconoscimento del Khan come capo e il pagamento di un tributo. I capi locali non furono rimpiazzati, a condizione che prestassero omaggio a Batu, oltre che ai suoi successori. In cambio di questa fedeltà e di questo pagamento, i capi locali ricevettero protezione dai Mongoli. Il cosiddetto jarlyk, la lettera patente, veniva concesso nella città nomade di Saraj e autorizzava i principi, oltre che i loro subordinati, ad agire accettando l'autorità suprema del Khan.
Il primo a ricevere lo jarlyk fu Jaroslav II Vsevolodovič, gran principe di Vladimir, che diventò così principe "di tutte le Russie". Nel 1245, i tre maggiori principi della Rus', Jaroslav II Vsevolodovič, Michele di Černihiv e Danilo di Galizia, furono convocati a Saraj. Quest'ultimo rispettò tutte le usanze della corte mongola, tra cui il fatto di inchinarsi in memoria di Gengis Khan. Quando il secondo rifiutò, venne giustiziato in condizioni descritte come atroci (verrà poi canonizzato dalla Chiesa ortodossa). Jaroslav, in conflitto con la moglie di Batu, si spense pochi giorni dopo, forse avvelenato.

### Il declino
Una serie di fattori rese inevitabile il declino del Khanato dell'Orda d'Oro, il quale si era imposto nelle odierne Bielorussia, Ucraina e Russia europea meridionale: il rafforzarsi delle vicine Moscovia, Granducato di Lituania e Regno di Polonia, le crisi politiche interne, la riduzione della potenza militare e il declino economico. Nel 1474 e 1476, Akhmat Khan insistette sul fatto che Ivan III di Russia riconoscesse il principe asiatico come autorità suprema e quattro anni più tardi, nel 1480, Akhmat organizzò una campagna militare contro Mosca. Lo scontro sfociò in quello che è divenuto noto come grande fronteggiamento sul fiume Ugra. Il condottiero mongolo giudicò le condizioni dell'eventuale campo di battaglia e, anziché battersi, decise di ritirarsi. Fu questo evento a porre ufficialmente fine al giogo tataro sulle terre della Rus'. Il 6 gennaio 1481 Akhmat fu tra l'altro ucciso da Ibak, principe del Khanato di Sibir, e da Nogai alla foce del fiume Donets: da allora il declino dell'Orda d'Oro divenne irreversibile a favore della Moscovia.

## Elenco dei conflitti tra mongoli e rus'
Di seguito è riportato un elenco delle guerre, battaglie e incursioni contro la Rus' di Kiev e dei principati discendenti per opera dei Mongoli e dei Tatari:
| Anno                   | Schermaglia |
| ---------------------- | --- |
| 1223                   | Battaglia del fiume Kalka |
| 1237-1242              | Invasione mongola della Rus' di Kiev |
| 1252                   | L'orda di Nevruy devasta Pereslavl'-Zalesskij e Suzdal' |
| 1258/1259              | Attacchi mongoli contro Danilo di Galizia guidati da Boroldai |
| 1273                   | I Mongoli attaccano due volte il territorio della Repubblica di Novgorod, devastando Vologda e Bežitsa |
| 1274                   | I Mongoli devastano Smolensk |
| 1275                   | Invasione mongola della Rus' sud-orientale, con saccheggio di Kursk |
| 1278                   | I Mongoli saccheggiano il Principato di Rjazan' |
| 1281                   | L'orda di Kovdigaj e Alchidaj saccheggia Murom e Pereslavl'-Zalesskij, distretti in rovina di Suzdal', Rostov, Vladimir, Jur'ev-Pol'skij, Tver' e Toržok |
| 1282                   | I Mongoli colpiscono Vladimir e Pereslavl'-Zalesskij |
| 1283                   | I Mongoli saccheggiano Vorgolsk, Ryl'sk e Lipeck, invadendo Kursk e Vorgol |
| 1285                   | Il signore della guerra mongolo Eltoraj, figlio di Temir, saccheggia Rjazan' e Murom |
| 1293                   | Il signore della guerra mongolo Djuden saccheggia nella Rus' quattordici città, tra cui Murom, Mosca, Kolomna, Vladimir, Suzdal', Jur'ev-Pol'skij, Pereslavl'-Zalesskij, Možajsk, Volokolamsk, Dmitrov e Uglič. Durante la stessa estate Tokhtemur si insedia nel Principato di Tver' e prende schiavi nel Principato di Vladimir |
| 1307                   | I Tatari saccheggiano il principato di Rjazan' |
| 1315                   | I Tatari saccheggiano Toržok nel principato di Novgorod e Rostov |
| 1317                   | I Tatari devastano il principato di Tver' |
| 1318                   | I Tatari si insediano a Kostroma e Rostov |
| 1322                   | I Tatari devastano Jaroslav |
| 1327                   | L'Orda d'Oro organizza una spedizione punitiva nel principato di Tver' dopo lo scoppio di una rivolta |
| 1358, 1365, 1373       | I Tatari saccheggiano il principato di Rjazan' |
| 1375                   | I Tatari attaccano i dintorni sud-orientali di Nižnij Novgorod |
| 1377 e 1378            | I Tatari attaccano i principati di Nižnij Novgorod e Rjazan' |
| 1380                   | Dmitri Donskoi sconfigge i Tatari nella battaglia di Kulikovo |
| 1382                   | Il Khan Toktamish brucia Mosca, uccidendo decine di migliaia di abitanti |
| 1391                   | I Tatari attaccano Vyatka |
| 1399                   | I Tatari attaccano Nižnij Novgorod |
| 1408                   | I Tatari saccheggiano Serpuchov, così come le vicinanze di Mosca, Perejaslav, Rostov, Jur'ev, Dmitrov, Nizhni Novgorod e Galič |
| 1410                   | I Tatari radono quasi al suolo Vladimir |
| 1415                   | I Tatari devastano Elec |
| 1429                   | I Tatari saccheggiano i dintorni di Galič e Kostroma |
| 1437                   | I Tatari prevalgono nella battaglia di Beliov |
| 1439                   | Incursioni tatare nelle vicinanze di Mosca e Kolomna |
| 1443                   | I Tatari saccheggiano la periferia di Rjazan', ma vengono respinti dalla città all'interno delle mura |
| 1445                   | I Tatari attaccano Nižnij Novgorod e Suzdal' |
| 1449, 1451, 1455, 1459 | I Tatari saccheggiano la periferia di Mosca |
| 1468                   | I Tatari saccheggiano le vicinanze di Galič |
| 1472                   | I Tatari saccheggiano Aleksin |
| 1480                   | Il grande fronteggiamento sul fiume Ugra segna la fine del giogo tataro-mongolo in Russia |

## Galleria d'immagini

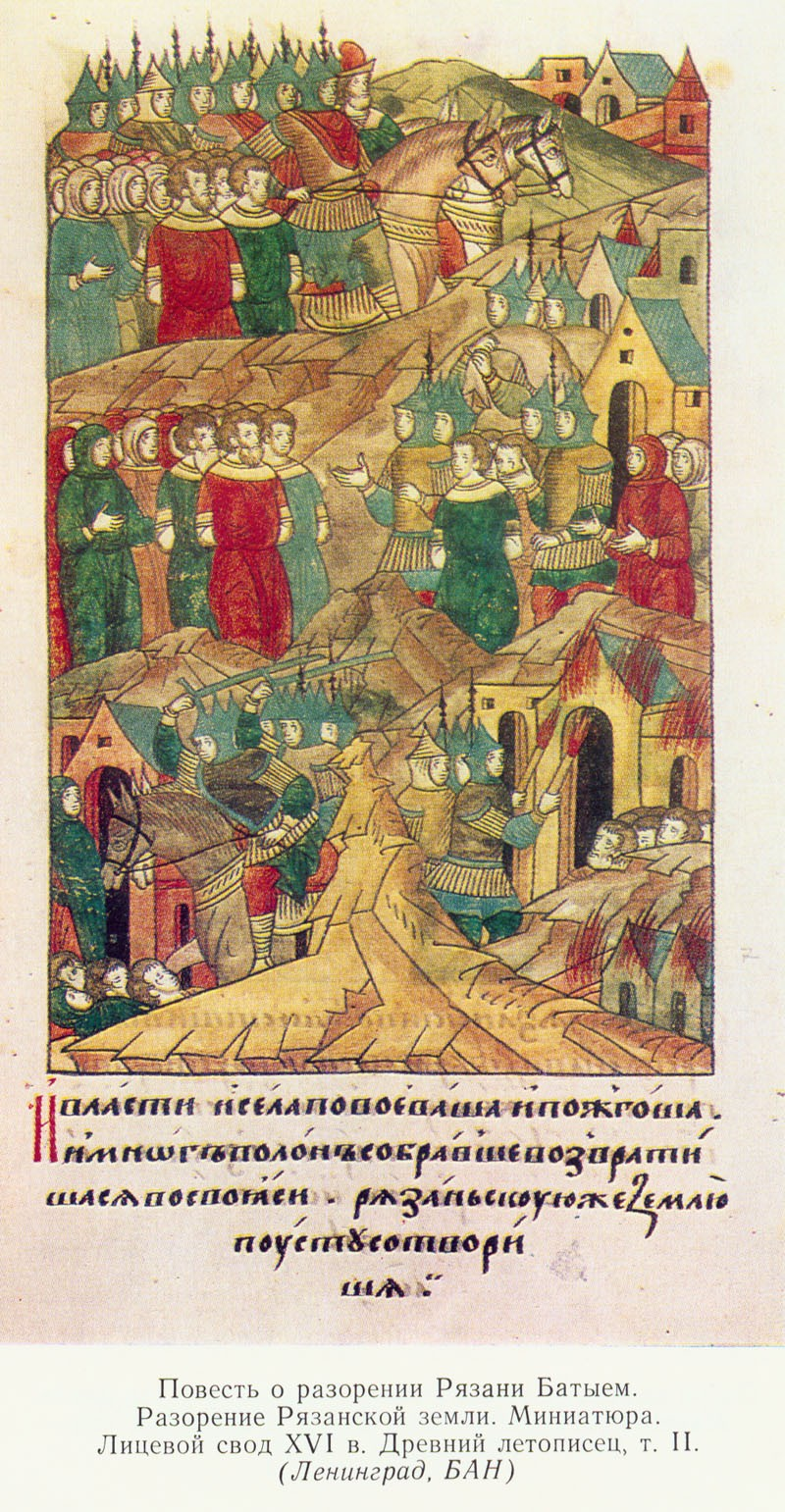
Incursione dell'Orda d'Oro a Rjazan'
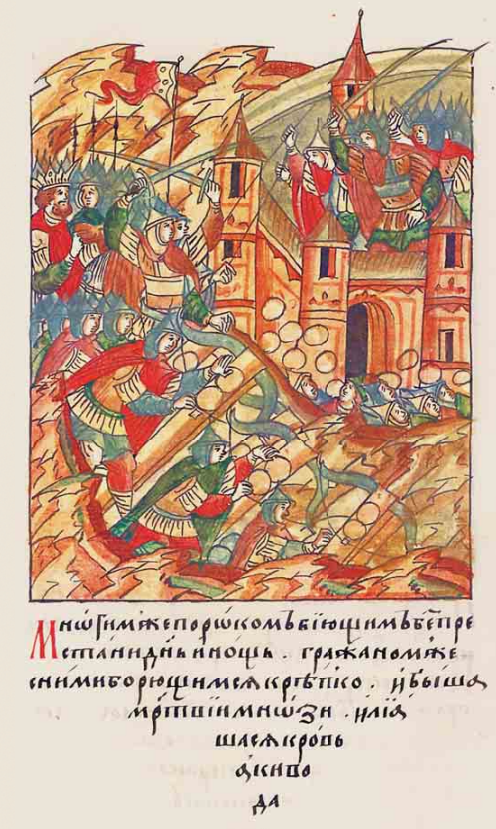
Incursione dell'Orda d'Oro a Kiev
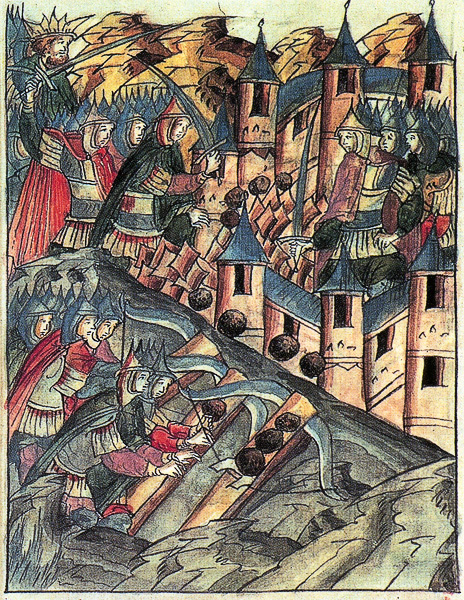
Incursione dell'Orda d'Oro a Kozelsk
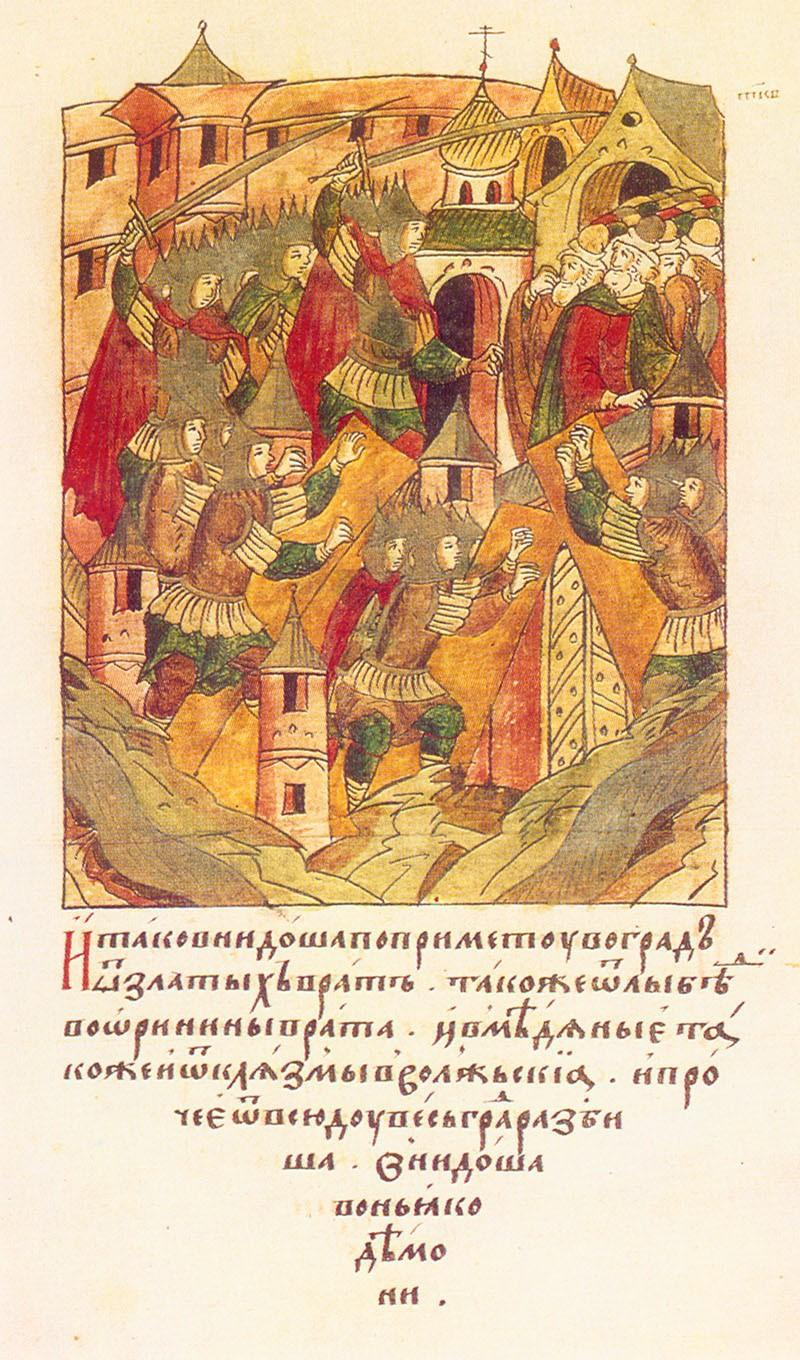
Incursione dell'Orda d'Oro a Vladimir
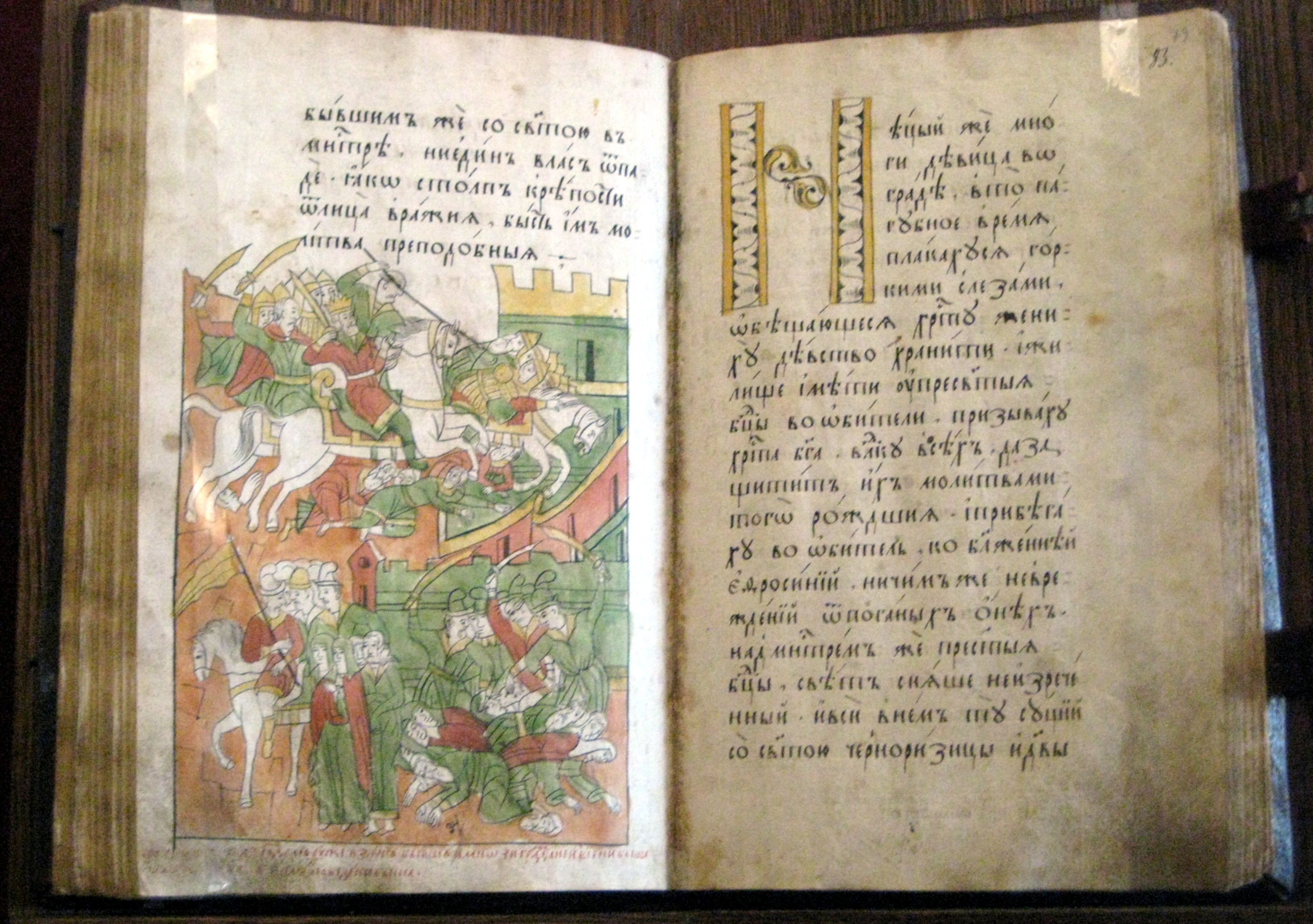
Incursione dell'Orda d'Oro a Suzdal'
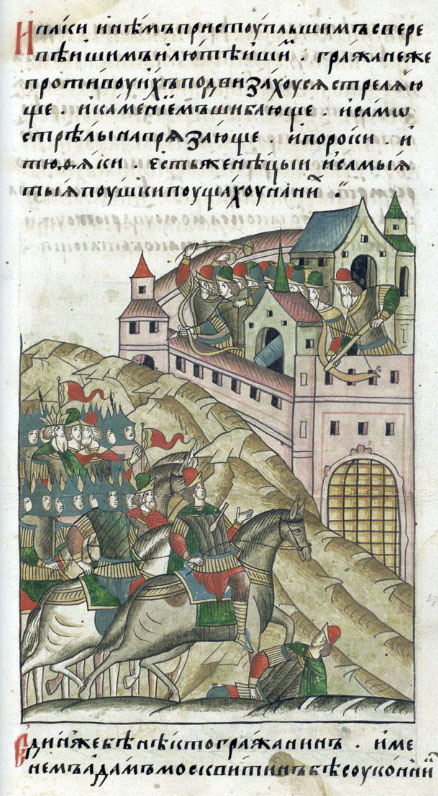
Toktamish assedia Mosca